# 什科托沃區

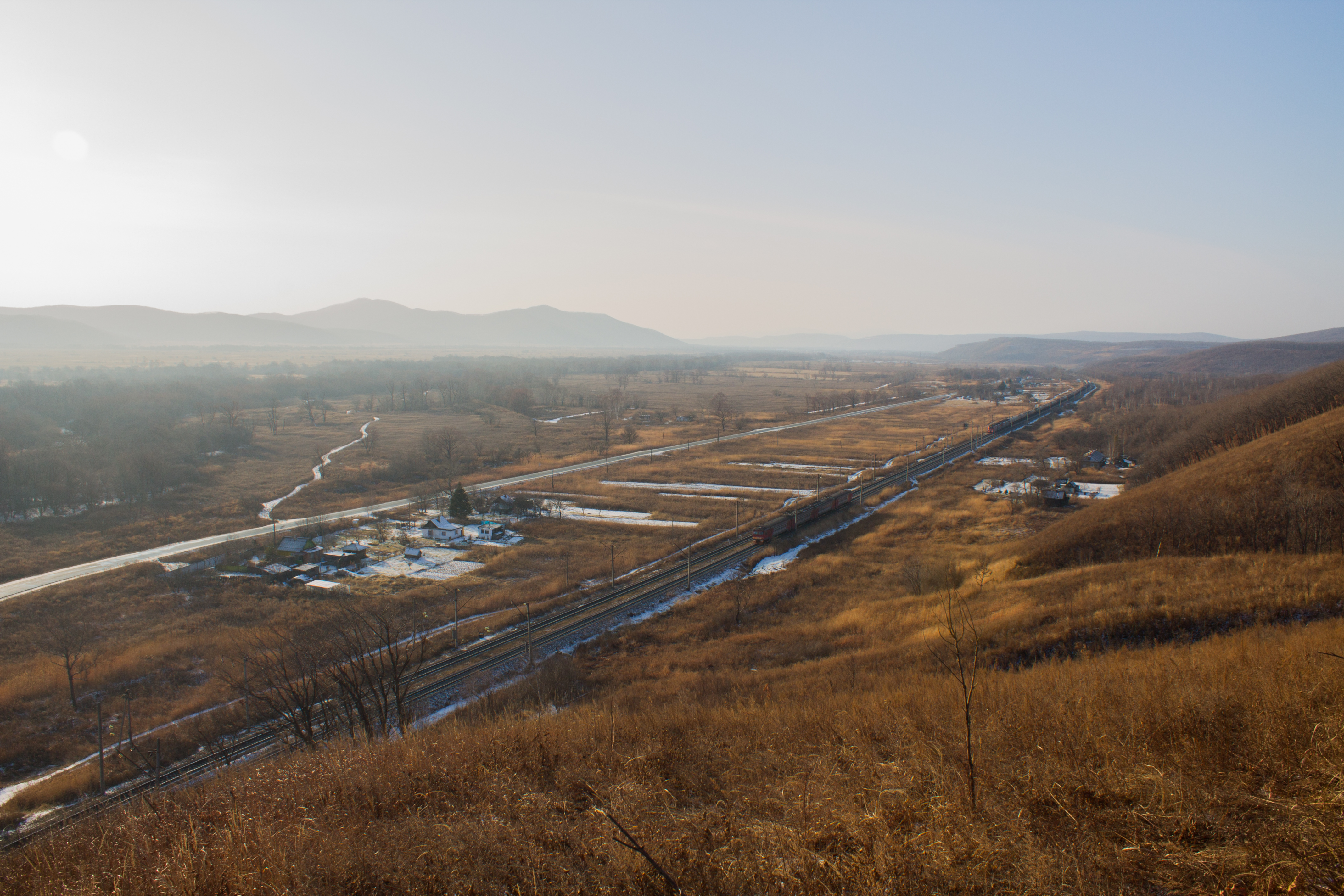

43°07′N 132°22′E / 43.117°N 132.367°E
什科托沃區（俄语：Шкотовский район）是俄羅斯的一個區，位於該國東南部，由濱海邊疆區負責管轄，面積2,664.5平方公里，2010年人口24,511，人口密度每平方公里9.2人。